# Frontera entre Sierra Leone i Libèria
La frontera entre Sierra Leone i Libèria és la línia 306 kilòmetres que separa els estats de Sierra Leone i Libèria. Comença a la Costa da Pimenta a l'Atlàntic Est i segueix els rius Mano i Morro, abans de dirigir-se al trifini que comparteixen ambdós estats amb la Guinea i que se situa a l'est de Koindu (Libéria). Entre 2014 i 2015 fou tancada degut a una epidèmia d'ebola.